# Mordellistena paradisa
Mordellistena paradisa är en skalbaggsart som beskrevs av Liljeblad 1945. Mordellistena paradisa ingår i släktet Mordellistena och familjen tornbaggar. Inga underarter finns listade i Catalogue of Life.